# Bittacus berlandi
Bittacus berlandi is een schorpioenvlieg uit de familie van de hangvliegen (Bittacidae). De wetenschappelijke naam van de soort is voor het eerst geldig gepubliceerd door Capra in 1939.
De soort komt voor in Kenia en Tanzania.